# Pulitzer-Preis 1992
Der Pulitzer-Preis 1992 war die 76. Verleihung des US-amerikanischen Literaturpreises. Die Jury bestand aus 18 Personen. Das „Pulitzer Prize Board“ vergab Preise für Arbeiten, die während des Kalenderjahres 1991 entstanden waren.

## Bereich Journalismus(Journalism)
| Kategorie                                                  | Preisträger                                               | Begründung |
| ---------------------------------------------------------- | --------------------------------------------------------- | --- |
| Aktuelle Berichterstattung (Breaking News Reporting)       | Mitarbeiter von Newsday                                   | Preis verliehen für die Berichterstattung über eine U-Bahn-Entgleisung um Mitternacht in Manhattan, bei der fünf Passagiere starben und mehr als 200 verletzt wurden.                                                    |
| Dienst an der Öffentlichkeit (Public Service)              | The Sacramento Bee                                        | Preis verliehen für „The Sierra in Peril“ (im Deutschen: Die Sierra in Gefahr), einen Bericht von Tom Knudson, der Umweltbedrohungen und Schäden an der Sierra Nevada in Kalifornien untersuchte.                        |
| Investigativer Journalismus (Investigative Reporting)      | Lorraine Adams und Dan Malone von The Dallas Morning News | Preis verliehen für die Berichterstattung, in der der Polizei in Texas umfangreiches Fehlverhalten und Machtmissbrauch vorgeworfen wurde.                                                                                |
| Hintergrundberichterstattung (Explanatory Journalism)      | Robert S. Capers und Eric Lipton vom Hartford Courant     | Preis verliehen für eine Serie über das fehlerhafte Hubble-Weltraumteleskop, die viele der Probleme veranschaulicht, mit denen das amerikanische Weltraumprogramm zu kämpfen hat.                                        |
| Beat Reporting (Specialized Reporting)                     | Deborah Blum von The Sacramento Bee                       | Preis verliehen für ihre Serie „The Monkey Wars“ (im Deutschen: Die Affenkriege), in der sie die komplexen ethischen und moralischen Fragen rund um die Primatenforschung untersuchte.                                   |
| Kritik (Criticism)                                         | Kein Preis vergeben                                       | |
| Karikatur (Editorial Cartooning)                           | Signe Wilkinson von den Philadelphia Daily News           | |
| Leitartikel (Editorial Writing)                            | Maria Henson von Lexington Herald-Leader                  | Preis verliehen für ihre Leitartikel über misshandelte Frauen in Kentucky, die landesweite Aufmerksamkeit auf das Problem lenkten und bedeutende Reformen auslösten.                                                     |
| Kommentar (Commentary)                                     | Anna Quindlen von The New York Times                      | Preis verliehen für ihre fesselnden Kolumnen zu einem breiten Spektrum persönlicher und politischer Themen. |
| Auslandsberichterstattung (International Reporting)        | Patrick J. Sloyan von Newsday                             | Preis verliehen für seine nach Kriegsende verfasste Berichterstattung über den Golfkrieg, die neue Details amerikanischer Schlachtfeldtaktiken und „Friendly Fire“-Vorfälle enthüllte.                                   |
| Berichterstattung im Inland (National Reporting)           | Jeff Taylor und Mike McGraw von The Kansas City Star      | Preis verliehen für ihre kritische Auseinandersetzung mit dem U.S. Department of Agriculture. |
| Feature Writing (Feature Writing)                          | Howell Raines von The New York Times                      | Preis verliehen für „Grady’s Gift“ (im Deutschen: Gradys Geschenk), einen Bericht über die Kindheitsfreundschaft des Autors mit der schwarzen Haushälterin seiner Familie und die bleibenden Lehren aus ihrer Beziehung. |
| Aktuelle Fotoberichterstattung (Breaking News Photography) | Mitarbeiter von Associated Press                          | Preis verliehen für Fotos vom Putschversuch in Russland und dem darauffolgenden Zusammenbruch des kommunistischen Regimes.                                                                                               |
| Feature-Fotoberichterstattung (Feature Photography)        | John Kaplan von den Block Newspapers                      | Preis verliehen für seine Fotografien, die die unterschiedlichen Lebensstile von sieben 21-Jährigen in den Vereinigten Staaten zeigen.                                                                                   |

## Bereich Literatur, Theater und Musik(Books, Drama & Music)
| Kategorie                                                   | Preisträger                                                                                               |
| ----------------------------------------------------------- | --- |
| Geschichte (History)                                        | The Fate of Liberty: Abraham Lincoln and Civil Liberties von Mark E. Neely, Jr. (Oxford University Press) |
| Belletristik (Fiction)                                      | A Thousand Acres (deutscher Titel: Tausend Morgen) von Jane Smiley (Alfred A. Knopf)                      |
| Sachbuch (General Nonfiction)                               | The Prize: The Epic Quest For Oil, Money & Power von Daniel Yergin (Simon & Schuster)                     |
| Musik (Music)                                               | The Face of the Night, the Heart of the Dark von Wayne Peterson (Henmar Press)                            |
| Dichtung (Poetry)                                           | Selected Poems von James Tate (Wesleyan University Press)                                                 |
| Theater (Drama)                                             | The Kentucky Cycle von Robert Schenkkan (Plume)                                                           |
| Biographie oder Autobiographie (Biography or Autobiography) | Fortunate Son: The Healing of a Vietnam Vet von Lewis B. Puller, Jr. (Grove Weidenfeld)                   |

## Sonderpreise (Special Citations)
| Kategorie | Preisträger    | Begründung                                                           |
| --------- | -------------- | -------------------------------------------------------------------- |
| Literatur | Art Spiegelman | für Maus (deutscher Titel: Maus – Die Geschichte eines Überlebenden) |